# Irlande au Concours Eurovision de la chanson 2017
L'Irlande est l'un des quarante-deux pays participants du Concours Eurovision de la chanson 2017, qui se déroule à Kiev en Ukraine.  Le pays est représenté par Brendan Murray et sa chanson Dying to Try, sélectionnés en interne. Terminant 13e avec 86 points en demi-finale, le pays ne parvient pas à se qualifier pour la finale.

## Sélection
Le diffuseur irlandais confirme sa participation le 24 mai 2016. Il annonce le 16 décembre 2016 avoir sélectionné Brendan Murray pour représenter le pays. Sa chanson, intitulée Dying to Try, est publiée le 10 mars 2017.

## À l'Eurovision
L'Irlande participe à la deuxième demi-finale, le 11 mai 2017. Arrivé 13e avec 86 points, le pays ne s'est pas qualifié pour la finale.